# Bajoranie
Bajoranie – to fikcyjna rasa, żyjąca we wszechświecie „Star Trek”.
Bajoranie są jedną z najstarszych ras w kwadrancie alfa, pochodzącą z planety Bajor. Fizjonomia Bajoran jest zbliżona do ludzkiej, poza wyróżniającymi ją poziomymi zgrubieniami w górnej części grzbietu nosa w liczbie od 4 do 7. Fizjologicznie od ludzi odróżnia ich poziomy układ komór serca, ciąża trwająca 5 miesięcy podczas której pomiędzy matką a dzieckiem wytwarza się bardzo silna sieć naczyń krwionośnych; w przeciwieństwie do kobiet rasy ludzkiej, Bajoranki nie doświadczają mdłości ani nagłych ataków kichania. Długość życia przedstawiciela tej rasy często sięga ponad 100 lat.
Ich macierzystą planetą jest Bajor, jedna z 14 w układzie planetarnym o tej samej nazwie. Jako jedyna wśród nich posiada atmosferę, w której może istnieć życie. Znajduje się około 50 lat świetlnych od Ziemi. Największym miastem, a zarazem stolicą planety, jest Dahkur. 